# Гацано (Ређо Емилија)
Гацано је насеље у Италији у округу Ређо Емилија, региону Емилија-Ромања.
Према процени из 2011. у насељу је живело 173 становника. Насеље се налази на надморској висини од 834 м.